# تومیکو کلر
تومیکو کلر (ژاپنی: トミコ・クレア؛ زادهٔ ۸ سپتامبر ۲۰۰۰) بازیگر، صدا پیشه، و بازیگر تلویزیون اهل امریکا است.